# Wendelin Weissheimer

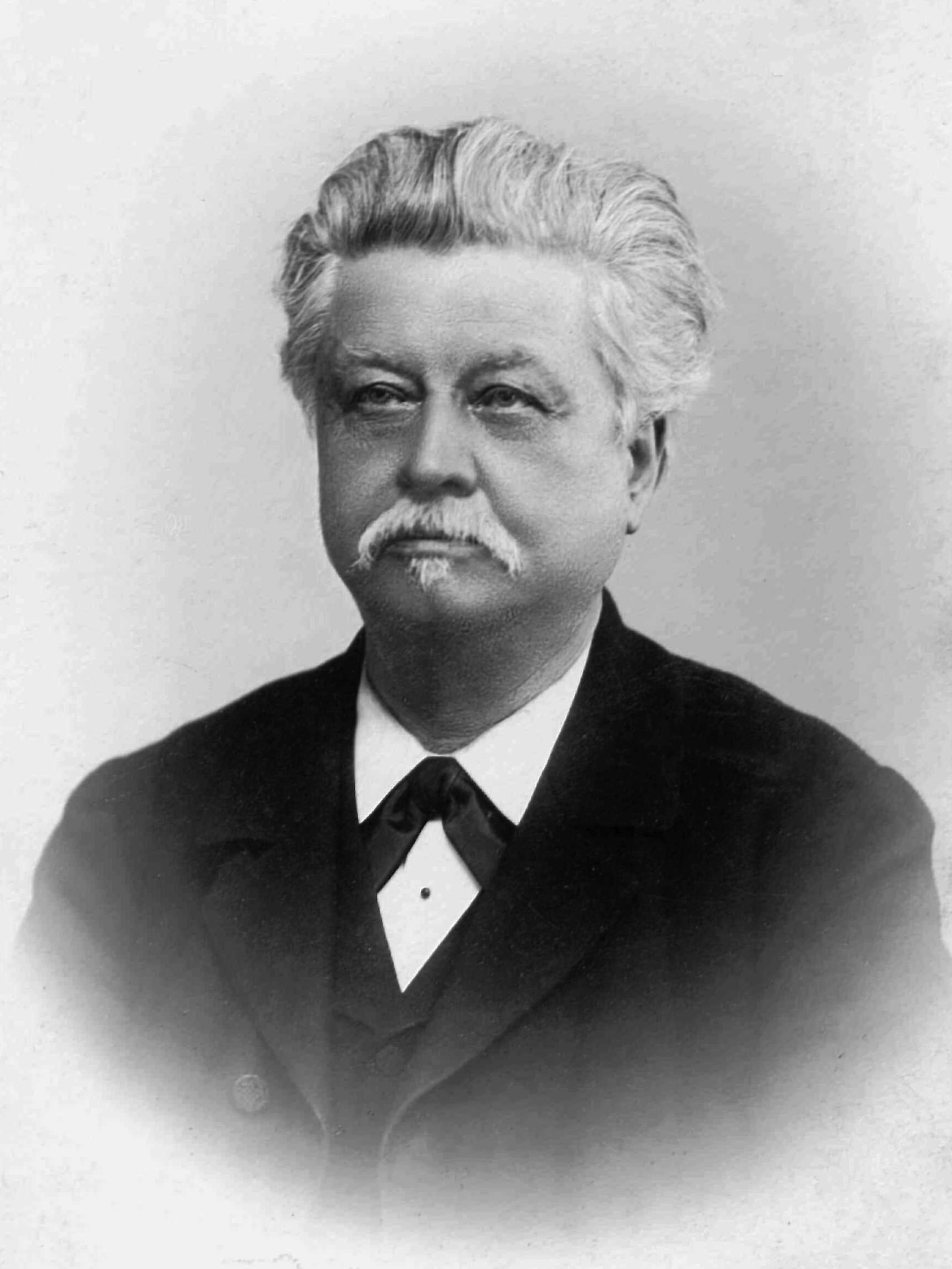
Wendelin Weissheimer.

Wendelin Weissheimer, född 26 februari 1838 i Osthofen, död 16 juni 1910 i Nürnberg, var en tysk musiker.
Weissheimer studerade vid Leipzigs musikkonservatorium, var kapellmästare i Würzburg och Mainz, men levde därefter som ekonomiskt oberoende uteslutande för komposition och litterär verksamhet. Hans bok Erlebnisse mit Richard Wagner, Franz Liszt und vielen anderen Zeitgenossen (1898) väckte stor uppmärksamhet och hans opera Meister Martin und seine Gesellen (1878) uppfördes på flera tyska scener.